# Carex praecox
Carex praecox là một loài thực vật có hoa trong họ Cói. Loài này được Schreb. mô tả khoa học đầu tiên năm 1771.

## Hình ảnh

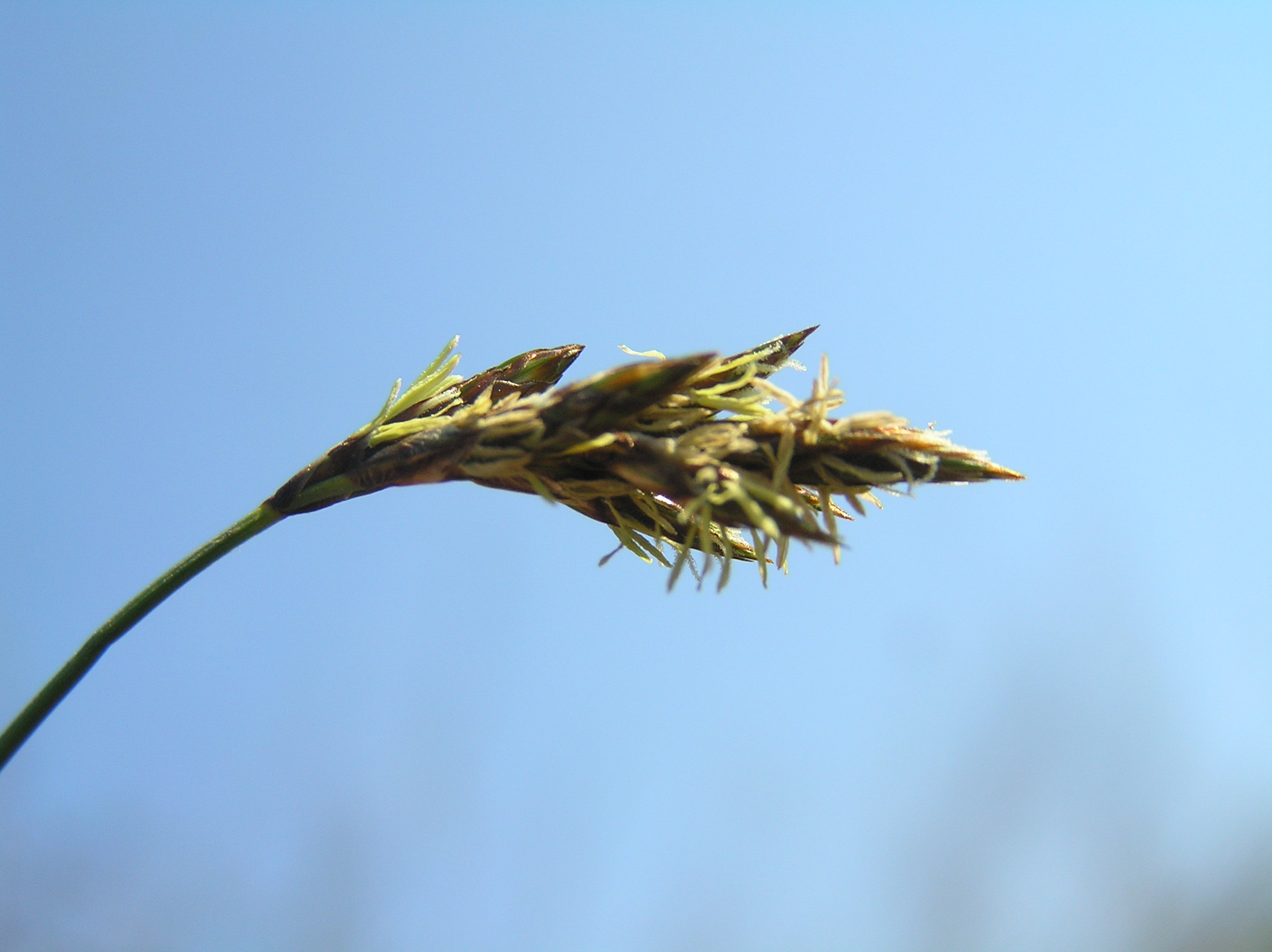
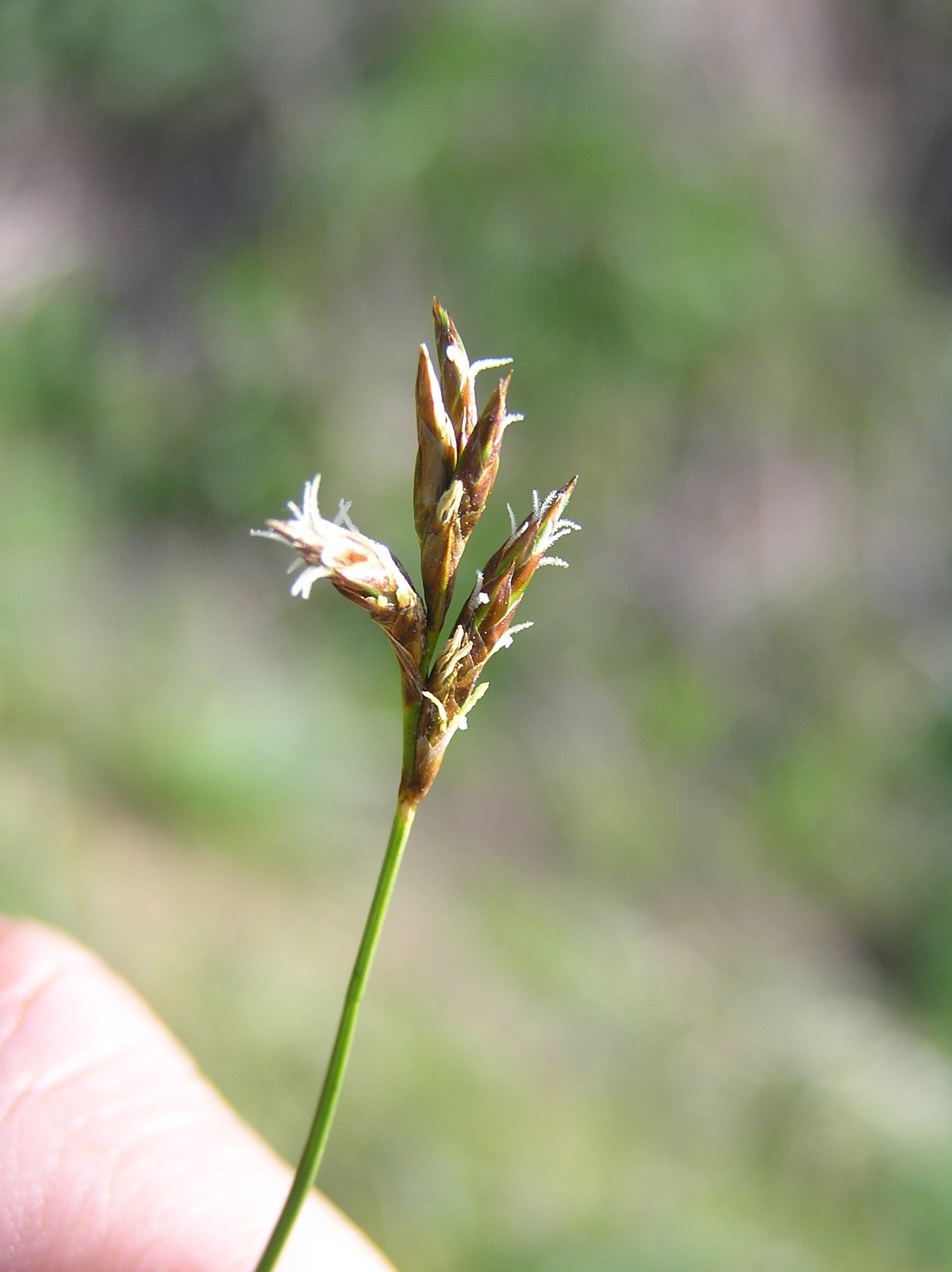
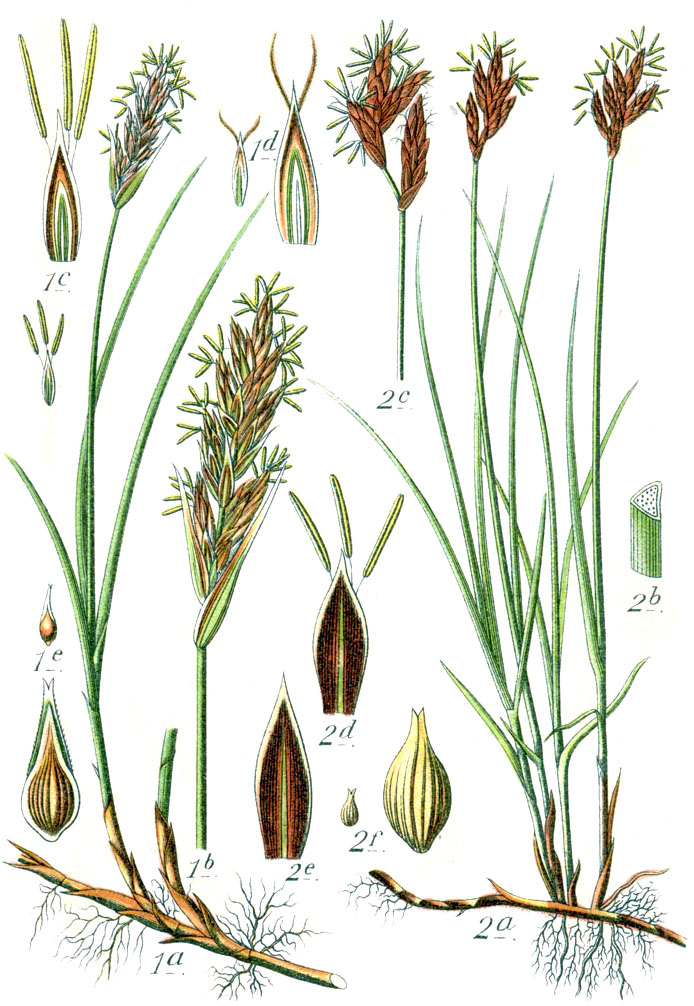